# 로베르트 크라프치크
로베르트 크라프치크(폴란드어: Robert Krawczyk, 1978년 3월 26일~)는 폴란드의 전직 유도 선수이다. 올림픽 3회(2000, 2004, 2008)에 참가했으며 세계 선수권 대회에서 동메달 1개, 유럽 선수권 대회에서 금메달 1개, 동메달 3개를 획득했다.